# Land Economics
Land Economics ist eine wissenschaftliche Fachzeitschrift mit Peer-Review-Verfahren, die seit 1925 von der University of Wisconsin–Madison herausgegeben wird. Ihr Fokus liegt auf Umweltökonomik.

## Geschichte und Ausrichtung
Die Zeitschrift wurde bereits 1925 unter dem Namen Journal of Land and Public Utility Economics gegründet. Der erste Redakteur war der Gründer der American Economic Association Richard Ely. 1948 wurde sie in Land Economics umbenannt.
Land Economics veröffentlicht Beiträge aus dem Bereich der Umweltökonomik, mit einem besonderen Fokus auf den Einfluss wirtschaftlicher Aktivitäten auf natürliche Ressourcen sowie die Beiträge der Umwelt zu Produktion und Konsum.

## Redaktion
Chefredakteur ist zurzeit (2023) Daniel J. Phaneuf, während Corbett Grainger und Dominic Parker Ko-Redakteure sind. Sie werden von über 20 Fachredakteuren unterstützt.

## Rezeption
Eine Studie der französischen Ökonomen Pierre-Phillippe Combes und Laurent Linnemer sortiert das Journal mit Rang 65 von 600 wirtschaftswissenschaftlichen Zeitschriften in die drittbeste Kategorie A ein.
Der einjährige Impact-Faktor lag 2021 bei 2,030.